# XIV Festival Internacional de la Canción de Viña del Mar
El XIV Festival Internacional de la Canción de Viña del Mar, o simplemente Festival de Viña del Mar 1973, se realizó del 2 al 12 de febrero de 1973 en el anfiteatro de la Quinta Vergara, en Viña del Mar, Chile. Fue transmitido por Televisión Nacional de Chile y animado por César Antonio Santis y coanimado por Rosa María Barrenechea.
Este festival pasó a la historia debido al tenso clima que se vivió, debido a la situación política que se vivía en el país, que desembocaría meses más tarde en el Golpe de Estado del 11 de septiembre de ese año.

## Hechos destacados
- Durante la actuación del conjunto Quilapayún, partidario del gobierno de Salvador Allende, la noche del domingo 4 de febrero,[2] una estruendosa silbatina del público, mayoritariamente de oposición al gobierno de la Unidad Popular, muy crispada por el periodo preelectoral anterior a la votación parlamentaria del 4 de marzo acompañó su presentación, temiéndose incluso por la continuidad del festival al ser arrojados objetos contundentes al escenario.[3] La presentación de Quilapayún en la Quinta Vergara no fue transmitida por Televisión Nacional por orden de Gonzalo Bertrán, director de la transmisión televisiva, pero el país pudo escucharlo por las ondas de Radio Minería. Según Eduardo Ravani, director escénico del festival, cuando Quilapayún tocaba su segundo tema Bertrán ordenó que se borraran las cintas y se dejara de grabar el resto del espectáculo. Ravani señaló que esta decisión se tomó debido a los constantes desórdenes que se produjeron en la Quinta Vergara entre partidarios y opositores al gobierno de la Unidad Popular.[1]
- Algo similar debieron soportar en su respectiva presentación Los Huasos Quincheros, abanderizados con la oposición agrupada en la Confederación de la Democracia.
- El tema calificado en segundo lugar, Laisse-moi le temps, en la voz del francés Romuald (que había representado a Luxemburgo y Mónaco en el Festival de Eurovisión), fue luego tomado por el legendario Paul Anka para ser interpretado por Frank Sinatra (Let me try again), versión que se ubicaría dentro de las listas del Billboard.[4]

- El poeta y premio Nobel Pablo Neruda ganó su primera de dos gaviotas de plata en el certamen, meses antes de su muerte, obteniendo el segundo lugar en el género folclórico. Volvería a ganar otra, esta vez de forma póstuma, en 1998.[5]

## Artistas invitados
- Grupo Cenizas
- Pucará
- Tato Cifuentes
- Julio Bernardo Euson
- Los Perlas
- Tony Ronald
- Julio Iglesias
- Quilapayún
- Sergio Feito
- Los Acetatos
- Illapu
- Los Huasos Quincheros
- Gino Renni
- Aguaturbia
- Los Harmonic
- Fausto Rey

## Competencias

### Internacional

#### Canciones en competencia
| País                 | Título                   | Autor                      | Intérprete           |
| Ronda clasificatoria | Ronda clasificatoria     | Ronda clasificatoria       | Ronda clasificatoria |
| -------------------- | ------------------------ | -------------------------- | -------------------- |
| Chile                | Algo de ti               | Gerald Beuret              | Héctor Veloso        |
| Chile                | Busca el amor            | Colin Fox                  | Colin Fox            |
| Chile                | Los pasajeros            | Julio Zegers               | Julio Zegers         |
| Chile                | Recorrer es saber        | Nano Vicencio              | Nano Vicencio        |
| Chile                | Tristes penas            | Beatriz y Juan Salazar     | Mario Bustamante     |
| Ronda final          |                          |                            |                      |
| Argentina            | Cuando es tiempo de amar | Carlos Davies              | Pablo Danielo        |
| Chile                | Los pasajeros            | Julio Zegers               | Julio Zegers         |
| Francia              | Laisse-moi le temps      | Michel Jourdan y Caravelli | Romuald              |
| Grecia               | Vive si puedes           | Sevi Tiliakou              | Xanti Paraki         |
| Inglaterra           | Ha sido bueno conocerte  | Ray Davies                 | Tony Stevens         |
| Italia               | Avenida Perú             | Edoardo Bennato            | Edoardo Bennato      |
| Japón                | Amanecer                 | Kunihico Murai             | Miako Hirota         |
| Sri Lanka            | Sonríe mi dama           | Sheila Roberts             | Frank Holder         |
| Surinam              | Mañana soleada           | Aed Klaris                 | Jacques Herb         |
| Venezuela            | Allá en esa calle        | Aníbal Abreu               | Rudy Hernández       |
| Fuente: La Nación.   |                          |                            |                      |

#### Palmarés
- 1.er lugar:  Chile, Los pasajeros, escrita e interpretada por Julio Zegers.
- 2.do lugar:  Francia, Laisse-moi le temps, de Michel Jourdan y Caravelli, interpretada por Romuald.
- 3.er lugar:  Sri Lanka, Sonríe mi dama, de Sheila Roberts, interpretada por Frank Holder.
- Mejor intérprete: Tony Stevens,  Inglaterra.
- Mejor arreglo orquestal:  Argentina

### Folclórica

#### Canciones en competencia
| Título                    | Autor                          | Intérprete                              |
| ------------------------- | ------------------------------ | --------------------------------------- |
| Mi río                    | Julio Numhauser                | Charo Cofré                             |
| Por no decirte que te amo | Luis Bahamondes                | Los Diamantes del Sol                   |
| La voy a llamar María     | Juan Olivares                  | Dúo León Ríos                           |
| Amor de espino            | Miguel Morales                 | Ernesto Yáñez y Conjunto Orlando Chacón |
| A la bandera de Chile     | Pablo Neruda y Vicente Bianchi | Los Fortineros                          |
| Fuente: La Nación.        |                                |                                         |

#### Palmarés
- 1.er lugar: Mi río, de Julio Numhauser, interpretada por Charo Cofré.
- 2.do lugar: A la Bandera de Chile, de Pablo Neruda y Vicente Bianchi, interpretada por Los Fortineros.